# Mezquita Agha Bozorg
La mezquita Agha Bozorg (en persa: مسجد آقا بزرگ‎ Masjed-e Āghā Bozorg) es una mezquita histórica en Kashan, Irán. La mezquita fue construida a finales del siglo XVIII por el maestro mi'mar Ustad Haj Sa'ban-ali. La mezquita y seminario (madraza) se encuentran en el centro de la ciudad.

## Especificaciones
La mezquita ha sido descrita como "el mejor complejo islámico de Kashan y uno de los mejores de mediados del siglo XIX". Destaca por su diseño simétrico, consta de dos grandes iwán, uno delante del mihrab y otro junto a la entrada. El cour tiene un segundo patio en el medio que comprende un jardín con árboles y una fuente. El iwán frente al mihrab tiene dos minaretes con una cúpula de ladrillo. Fue aquí donde Ustad Ali Maryam, como alumno, comenzó su carrera como arquitecto.

## Galería

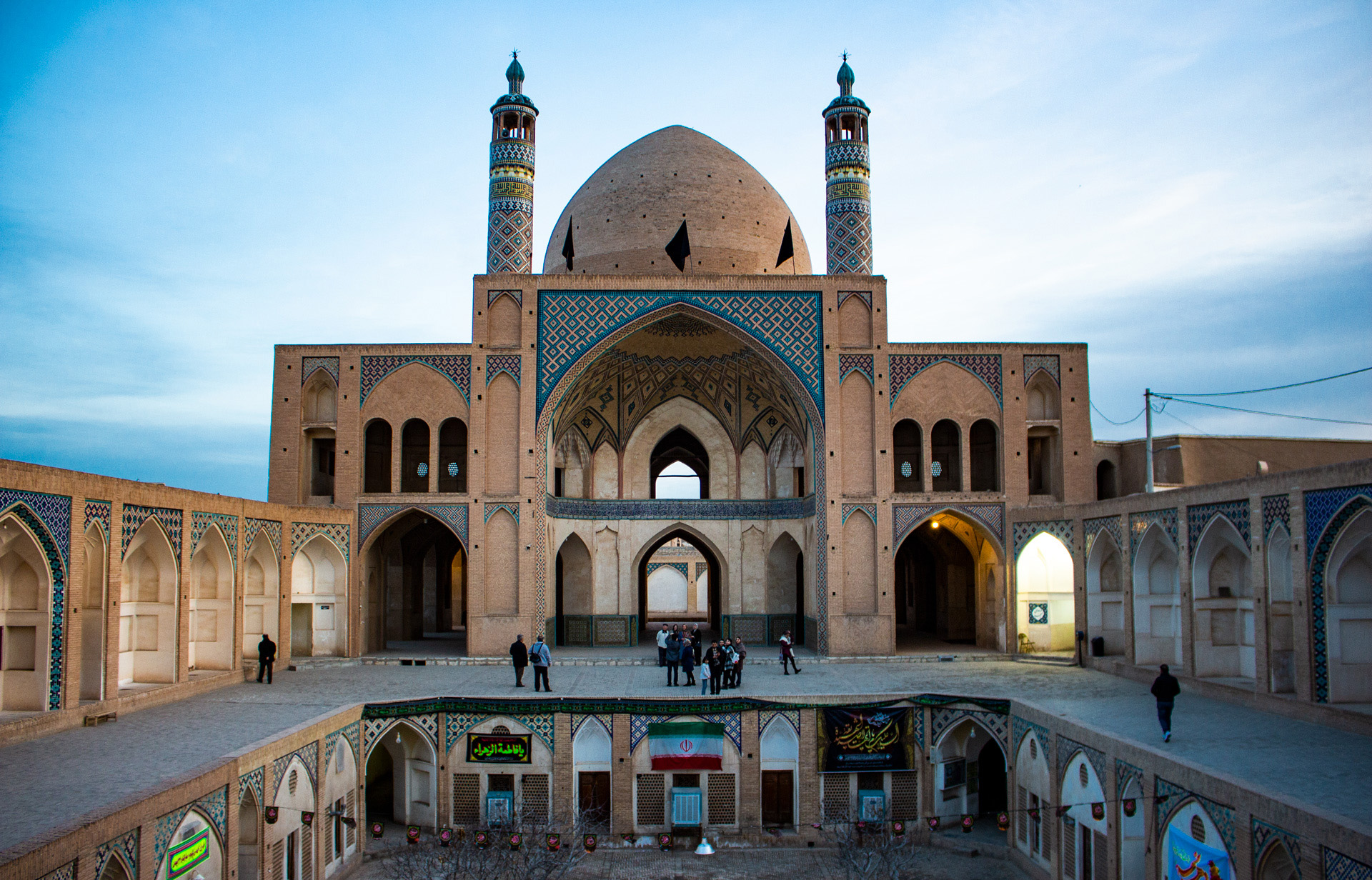
Una vista de la puerta de entrada
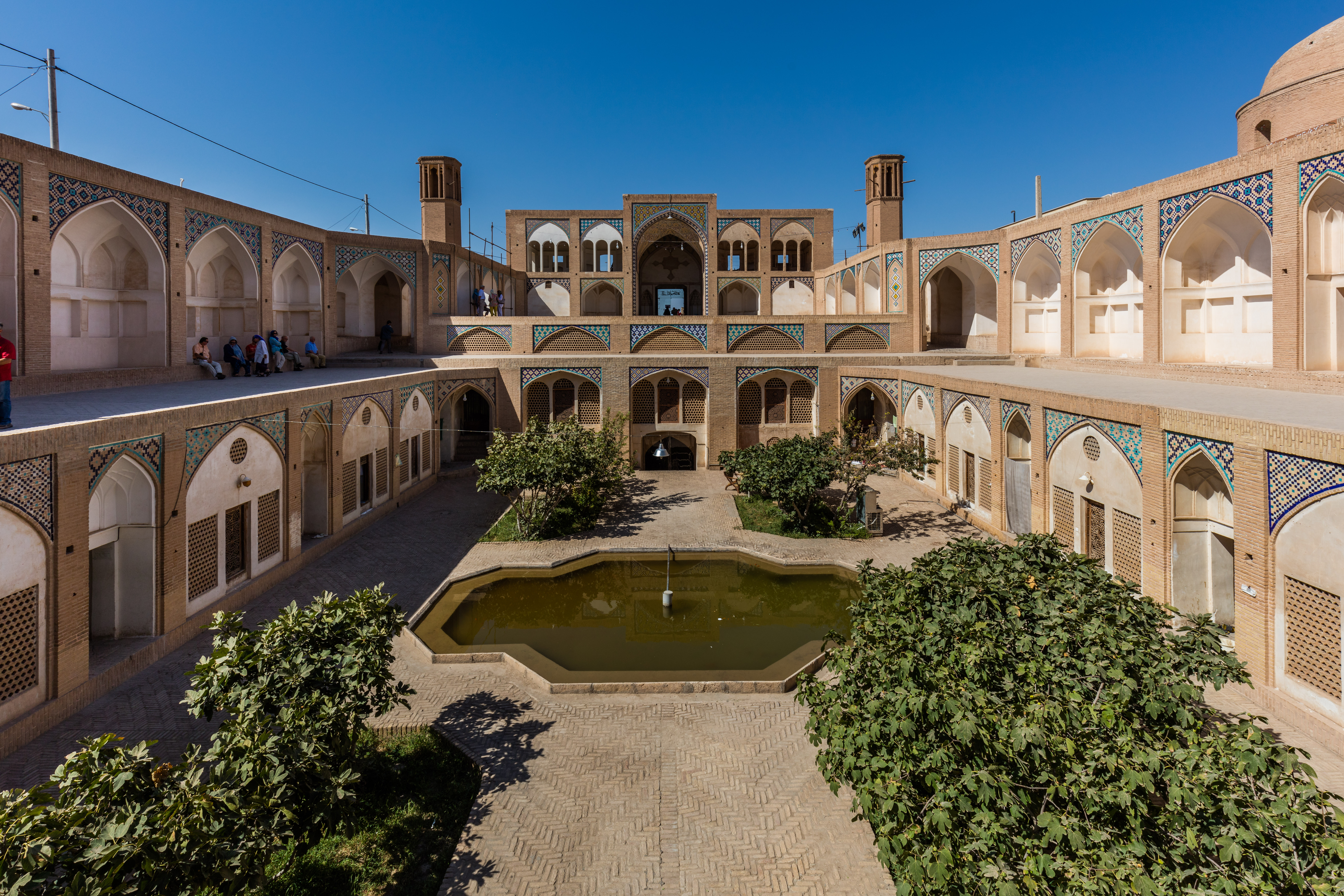
Otra vista del patio.
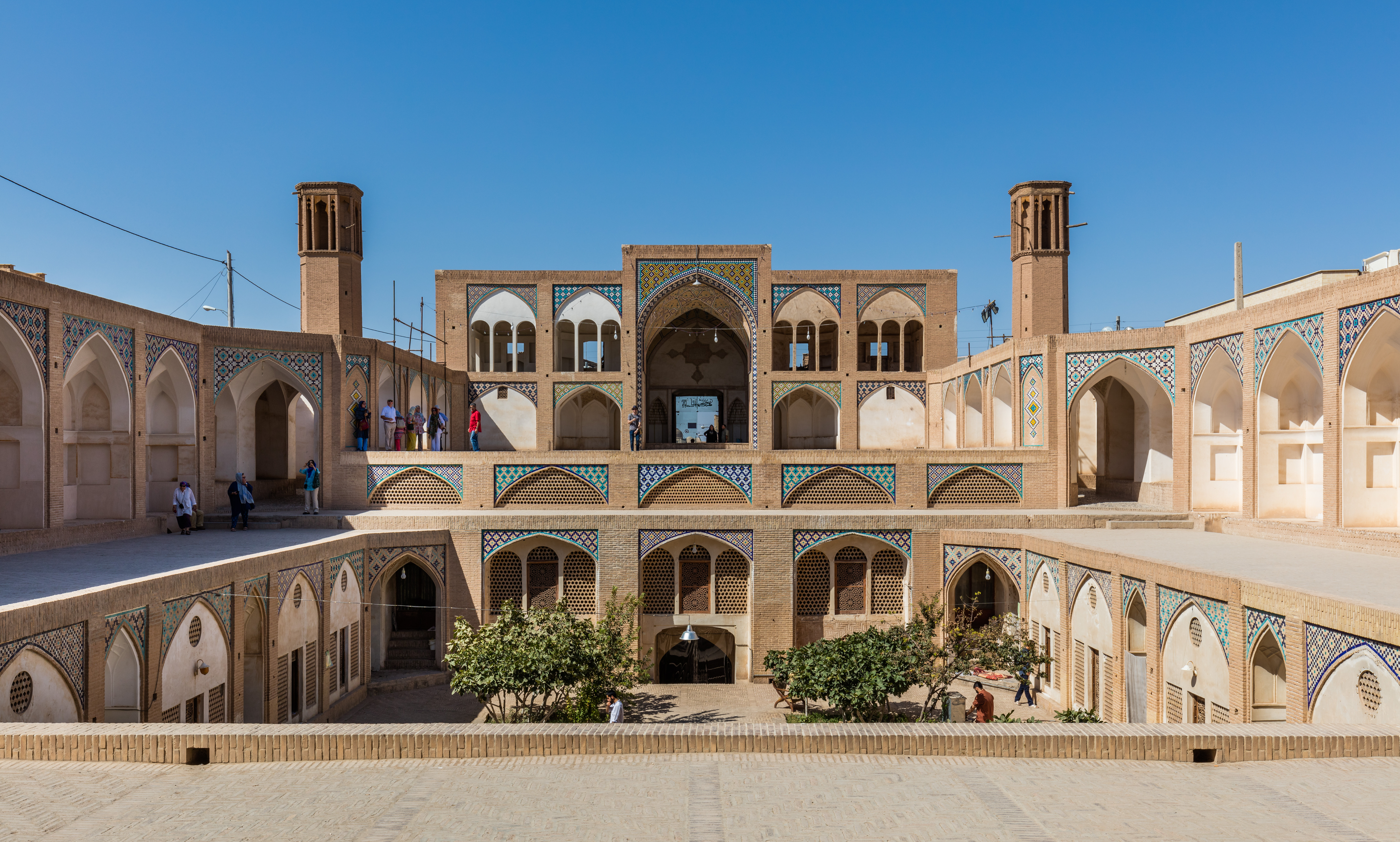
La simetría en el diseño es una marca registrada de los arquitectos islámicos.
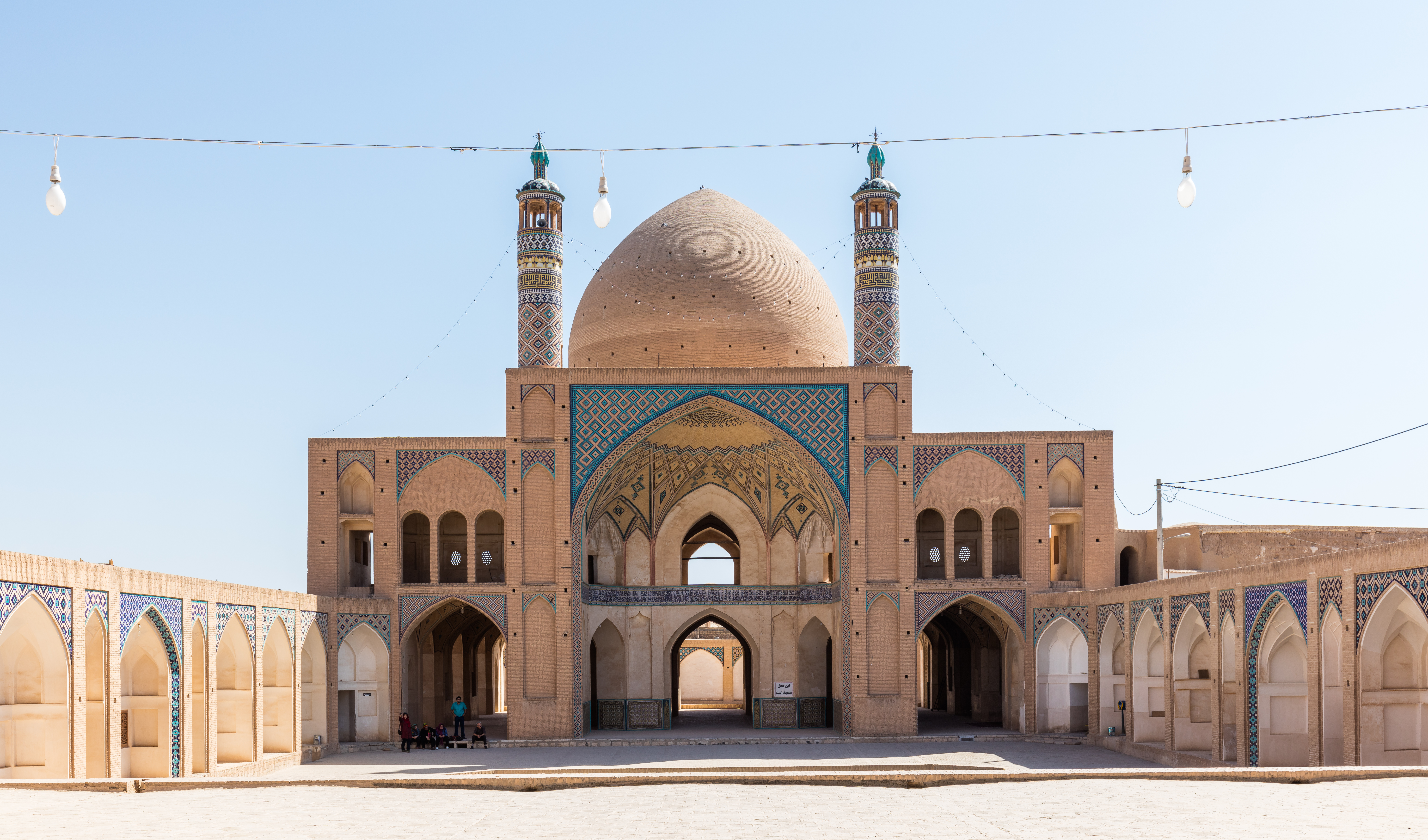
Edificio principal de la mezquita.
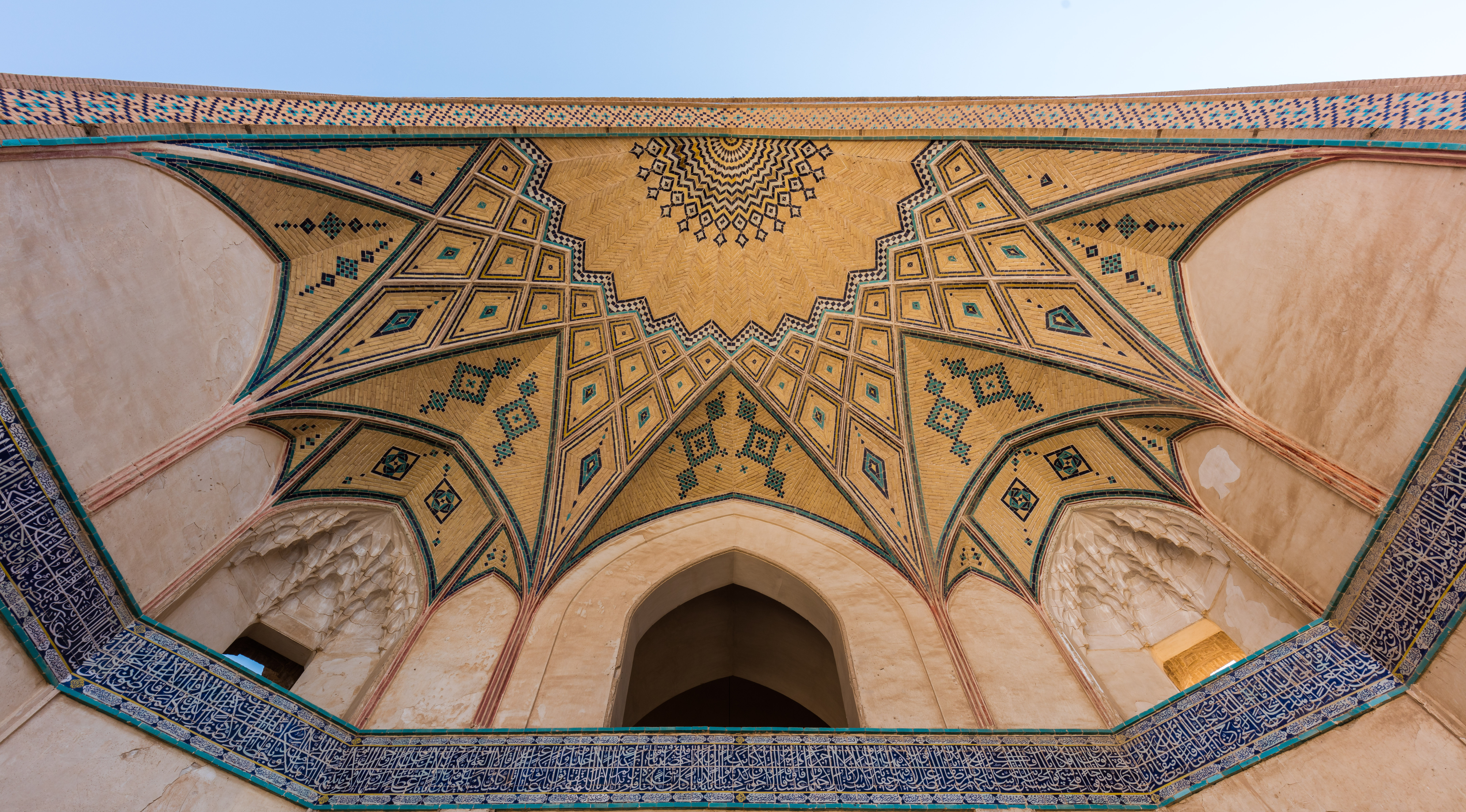
Detalle de un iwán.
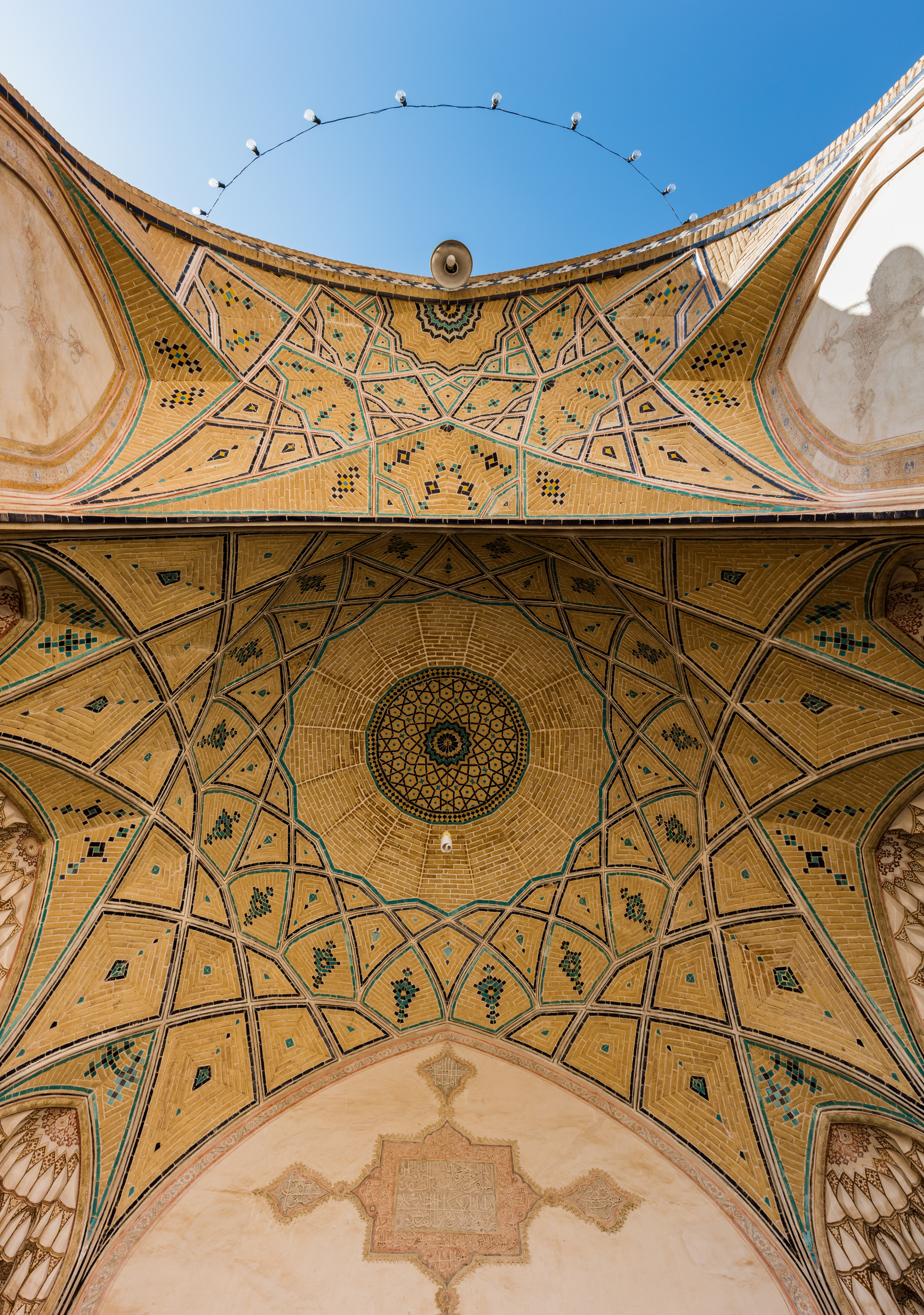
Techo.
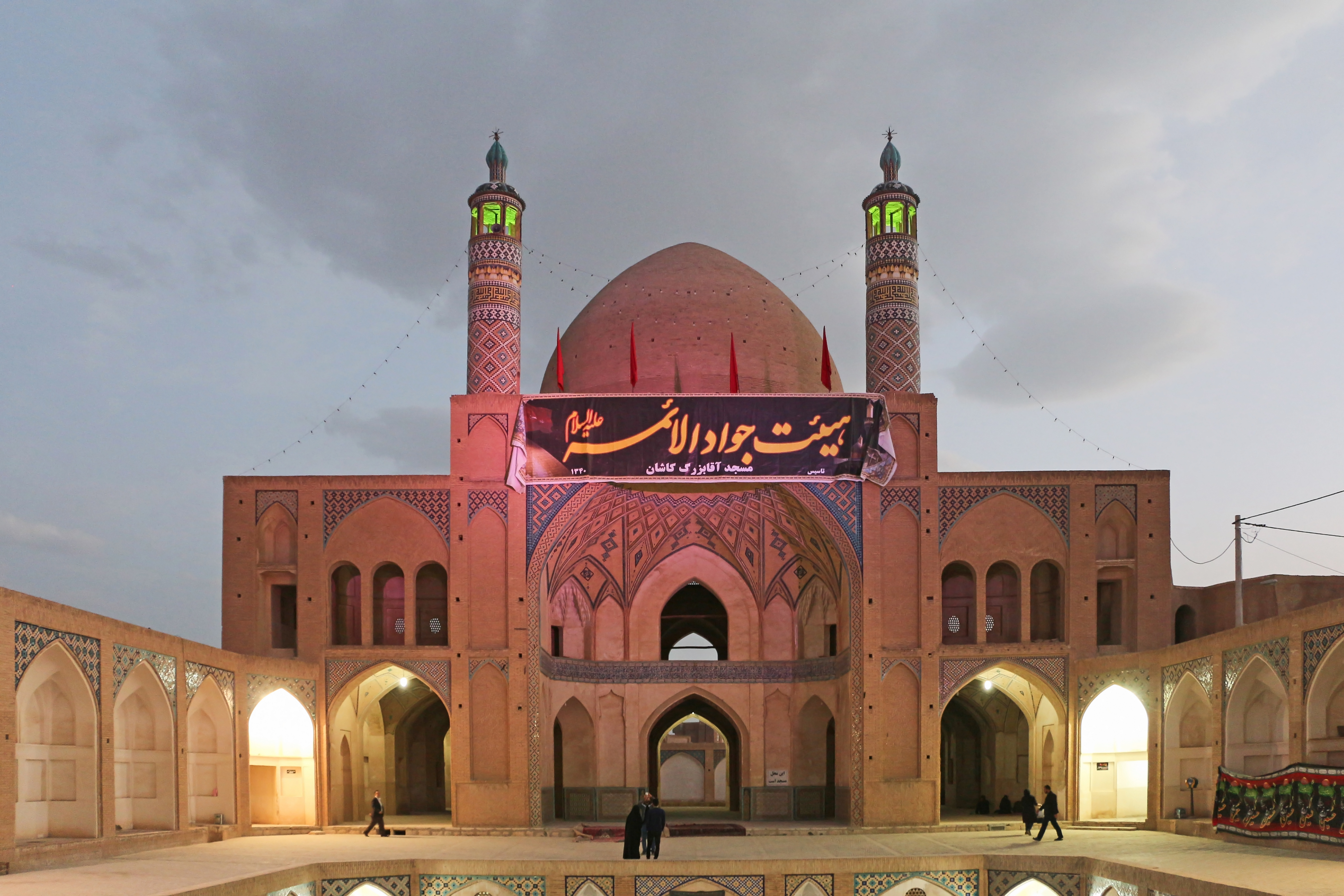
La mezquita al atardecer.